# Masanori Tokita
Masanori Tokita (24. červen 1925 – 5. březen 2004) byl japonský fotbalista.

## Reprezentace
Masanori Tokita odehrál 12 reprezentačních utkání. S japonskou reprezentací se zúčastnil letních olympijských her 1956.

## Statistiky
| Japonsko | Japonsko | Japonsko |
| Roky     | Záp.     | Góly     |
| -------- | -------- | -------- |
| 1951     | 3        | 1        |
| 1952     | 0        | 0        |
| 1953     | 0        | 0        |
| 1954     | 3        | 1        |
| 1955     | 1        | 0        |
| 1956     | 2        | 0        |
| 1957     | 0        | 0        |
| 1958     | 0        | 0        |
| 1959     | 3        | 0        |
| Celkem   | 12       | 2        |